# 1. Garde-Reserve-Division
Die 1. Garde-Reserve-Division war ein Großverband der Preußischen Armee im Ersten Weltkrieg. Ende Januar 1919 wurde sie aus Freiwilligen neu aufgestellt und im Rahmen des Grenzschutz Ost im Baltikum Baltikum und Polen eingesetzt. Die Auflösung erfolgte im Juli 1919.

## Gliederung

### Kriegsgliederung 1914
Im August 1914 wurde die 1. Garde-Reserve-Division formiert. Die ursprüngliche Organisation war folgende:
- 1. Garde-Reserve-Infanterie-Brigade
  - 1. Garde-Reserve-Regiment
  - 2. Garde-Reserve-Regiment
  - Garde-Reserve-Jäger-Bataillon
- 15. Reserve-Infanterie-Brigade
  - Reserve-Infanterie-Regiment Nr. 64
  - Reserve-Infanterie-Regiment Nr. 93
  - Garde-Reserve-Schützen-Bataillon
- Garde-Reserve-Dragoner-Regiment
- Garde-Reserve-Feldartillerie-Brigade
  - 1. Garde-Reserve-Feldartillerie-Regiment
  - 3. Garde-Reserve-Feldartillerie-Regiment
- 2. Kompanie/2. Brandenburgisches Pionier-Bataillon Nr. 28
- 3. Kompanie/2. Brandenburgisches Pionier-Bataillon Nr. 28

### Kriegsgliederung 1918
Ab 1915 erhielten die meisten deutschen Divisionen eine so genannte triangulare Gliederung: eine aus drei Infanterie-Regimentern bestehende Infanterie-Brigade, Divisionsartillerie und übrige Divisionstruppen; im Gegensatz zu der bei Kriegsausbruch herrschenden Karree-Gliederung mit zwei Infanterie-Brigaden zu je zwei Infanterie-Regimentern. Ein Artilleriekommandeur ersetzte im Verlauf des Krieges das Artillerie-Brigade-Hauptquartier; die Kavallerie wurde reduziert und das Pionierkontingent erhöht. Darüber hinaus wurde eine Nachrichtenabteilung geschaffen. Die Gliederung der 1. Garde-Reserve-Division am 23. Februar 1918 spiegelt diese Veränderungen wider:
- 1. Garde-Reserve-Infanterie-Brigade
  - 1. Garde-Reserve-Regiment
  - 2. Garde-Reserve-Regiment
  - Garde-Reserve-Infanterie-Regiment Nr. 64
  - MG-Scharfschützen-Abteilung Nr. 70
- 1. Eskadron/Garde-Reserve-Dragoner-Regiment
- Garde-Artillerie-Kommandeur Nr. 8
  - 1. Garde-Reserve-Feldartillerie-Regiment
  - II. Abteilung/2. Garde-Reserve-Fußartillerie-Regiment
- Stab 2. Brandenburgisches Pionier-Bataillon Nr. 28
  - 2. Kompanie/2. Brandenburgisches Pionier-Bataillon Nr. 28
  - 3. Kompanie/2. Brandenburgisches Pionier-Bataillon Nr. 28
  - 5. Garde-Minenwerfer-Kompanie
- Divisions-Nachrichten-Abteilung Nr. 401

## Geschichte
Die Division war eine Reserveformation des preußischen Gardekorps. Sie wurde mit der Mobilmachung im August 1914 gebildet und als Bestandteil des Garde-Reserve-Korps zunächst in Belgien und bereits im September als Verstärkung der 8. Armee in Ostpreußen eingesetzt. Im weiteren Kriegsverlauf kämpfte sie an der Ost- und ab Spätherbst 1915 wieder an der Westfront. Von der alliierten Aufklärung wurde sie als verlässliche Division eingeschätzt, die bereit war, unter Opfern die Stellung zu halten oder zurückzuerobern.
Nach Kriegsende und Rückkehr in die Heimat wurde die Division Ende Januar 1919 in Berlin aus Freiwilligen neu aufgestellt und dem VI. Reserve-Korps unter Rüdiger von der Goltz im Baltikum zugeteilt. Im Frühling 1919 war sie der stärkste Verband der sogenannten Baltikumer, welche 1919 im Auftrag der Obersten Heeresleitung Grenzschutzoperationen an der Nordostgrenze Deutschlands übernahmen und ab März 1919 im Lettischen Unabhängigkeitskrieg eingesetzt wurden. Erster Generalstabsoffizier der Division während des Baltikumeinsatzes war Friedrich von Rabenau.

### Gefechtskalender

#### 1914
- 20. August --- Maasübergang in Andenne
- 22. bis 25. August --- Eroberung von Namur
- 26. August bis 3. September --- Transport nach dem Osten
- 26. August bis 3. September --- Reserve der OHL
- 5. bis 15. September --- Schlacht an den Masurischen Seen
  - 8. bis 9. September --- Schlacht an der Alle
- 28. September --- Gefecht bei Jendrzejow
- 30. September --- Gefecht bei Kielce
- 1. Oktober --- Gefecht bei Bzin
- 4. bis 5. Oktober --- Gefechte bei Opatów und Radom
- 9. bis 20. Oktober --- Schlacht bei Iwangorod
- 22. bis 28. Oktober --- Kämpfe an der Pilica
- 5. November bis 15. Dezember --- Kämpfe bei Czenstochau
- 15. bis 16. Dezember --- Gefecht bei Piotrkow
- 18. Dezember bis 10. Januar --- Schlacht an der Rawka-Bzura
  - 18. Dezember --- Rceczyia
  - 19. bis 20. Dezember --- Lubocz
  - ab 21. Dezember --- Kämpfe bei Rceczyia-Lubocz

#### 1915
- bis 10. Januar --- Kämpfe bei Rceczyia-Lubocz
- 10. bis 13. Februar --- Gefechte bei Sierpe
- 14. bis 17. Februar --- Gefechte bei Racionz und Drobin
- 18. Februar bis 26. Juni --- Stellungskämpfe bei Racionz
  - 19. bis 21. Februar --- Gefechte bei Radzanowo-Bromierz
  - 1. bis 9. März --- Gefechte bei Plock
- 13. bis 17. Juli --- Durchbruchschlacht bei Przasnysz
  - 13. Juli --- Durchbruch bei Zberoz-Wengra
  - 15. Juli ---Durchbruch bei Sjeljona
  - 16. Juli --- Filipy
  - 17. Juli Erstürmung der Chelchy-Stellungen
- 18. bis 22. Juli --- Verfolgungskämpfe zum unteren Narew
- 23. Juli bis 3. August --- Schlacht am Narew
  - 24. Juli --- Einnahme von Pultusk
  - 25. bis 26. Juli --- am Prut und bei Ciepielin
- 4. August --- Erstürmung der feindlichen Stellungen an der Bahnlinie Passjeki-Ponikiew-Goworowo
- 4. bis 7. August --- Schlacht am Orz-Bach
- 7. August --- Maidan-Wonsewo-Trynosy
- 8. bis 10. August --- Schlacht bei Ostrow
- 11. bis 12. August --- Schlacht bei Tschishew-Sambrow
- 12. August --- Erstürmung von Godlewo-Slup
- 13. bis 18. August --- Verfolgungskämpfe am oberen Narew und Nurzec
- 19. bis 25. August --- Schlacht bei Bielsk
  - 19. bis 21. August --- Kämpfe am Biala-Abschnitt
  - 22. August --- Erstürmung der Höhen von Topczykaly
  - 23. bis 24. August --- Kämpfe an der Orlanka
- 26. August bis 5. September --- Verfolgungskämpfe am Swislocz und an der Naumka-Werecia
- 5. September --- Kämpfe bei Szylowice und Szewki
- 6. bis 7. September --- Schlacht bei Wolkowyszk
- 8. bis 12. September --- Schlacht an der Zelwianka und am Njemen
- 12. bis 17. September --- Schlacht an der Szczara und Jelnia
- 17. bis 27. September --- Verfolgungskämpfe in den litauischen Sümpfen
- 28. September bis 4. Oktober --- Stellungskämpfe an der Beresina, Olschanka und Krewljanka
- 4. bis 15. Oktober --- Transport nach dem Westen
- ab 5. Oktober --- Reserve der OHL im Raume der 6. Armee

#### 1916
- bis 8. Mai --- Reserve der OHL im Raume der 6. Armee
- 9. Mai bis 23. Juni --- Stellungskämpfe in Flandern und Artois
- 24. Juni bis 7. Juli --- Erkundungs- und Demonstrationsgefechte
- 7. bis 27. Juli --- Stellungskämpfe in Flandern und Artois
- 27. Juli bis 19. August --- Schlacht an der Somme
- 24. August bis 9. September --- Schlacht an der Somme
- 10. September bis 3. November --- Reserve der 1. bzw. 4. Armee
- 4. bis 18. November --- Schlacht an der Somme
- ab 19. November --- Stellungskämpfe an der Somme

#### 1917
- bis 15. März --- Stellungskämpfe an der Somme
- 16. bis 23. März --- Kämpfe vor der Siegfriedfront
- 23. März bis 1. April --- Stellungskämpfe in Flandern und Artois
- 2. April bis 20. Mai --- Frühjahrsschlacht bei Arras
- 21. bis 30. Mai --- Stellungskämpfe in Flandern und Artois
- 31. Mai bis 6. Juni --- Reserve der Heeresgruppe „Kronprinz Rupprecht“
- 7. Juni --- Schlacht bei Wytschaete und Messines
- 7. bis 12. Juni --- Schlacht in Flandern
- 12. Juli bis 31. Dezember --- Stellungskämpfe in Flandern und Artois
  - 15. bis 27. August --- Kämpfe bei Lens

#### 1918
- 1. Januar bis 26. Februar --- Stellungskämpfe in Flandern und Artois
- 26. Februar bis 15. März --- Reserve der OHL
- 16. bis 20. März --- Aufmarsch zur Großen Schlacht in Frankreich
- 21. März bis 6. April --- Große Schlacht in Frankreich
- 9. bis 18. April --- Schlacht bei Armentières
- 1. Mai bis 4. August --- Stellungskämpfe in Flandern und Artois
- 5. bis 20. August --- Kämpfe vor der Front Ypern-La Bassée
- 21. August bis 2. September --- Schlacht bei Monchy-Bapaume
- 2. September --- Kämpfe bei Dury und Villers-lez-Cagnicourt
- 3. bis 26. September --- Kämpfe vor der Siegfriedfront
- 27. September bis 8. Oktober --- Abwehrschlacht zwischen Cambrai und St. Quentin
- 9. Oktober bis 4. November --- Kämpfe vor und in der Hermannstellung
- 5. bis 11. November --- Rückzugskämpfe vor der Antwerpen-Maas-Stellung
- ab 12. November --- Räumung des besetzten Gebietes und Marsch in die Heimat
- Dezember --- Schutz von Berlin

#### 1919
- Januar --- Schutz von Berlin und Personelle Neuaufstellung aus Freiwilligen
- Februar bis Mai --- Verlegung per Schiff von Stettin nach Kurland, Aufmarsch und Operationen Tauwetter und Eisgang in Kurland
- Mai bis Juli --- Verlegung zu Grenzschutz Ost nach Polen
- Juli --- Auflösung und Rückkehr des 2. Garde-Infanterie-Regiments (Freikorps Plehwe) ins Baltikum

## Kommandeure
| Dienstgrad                   | Name            | Datum                              |
| ---------------------------- | --------------- | ---------------------------------- |
| Generalmajor/Generalleutnant | Viktor Albrecht | 1. August 1914 bis 23. Januar 1917 |
| Generalmajor                 | Paul Tiede      | 24. Januar 1917 bis 10. Juni 1919  |